# Cyrtodactylus redimiculus
Cyrtodactylus redimiculus este o specie de șopârle din genul Cyrtodactylus, familia Gekkonidae, ordinul Squamata, descrisă de George King în anul 1962. A fost clasificată de IUCN ca specie cu risc scăzut. Conform Catalogue of Life specia Cyrtodactylus redimiculus nu are subspecii cunoscute.